# Hagymalekvár

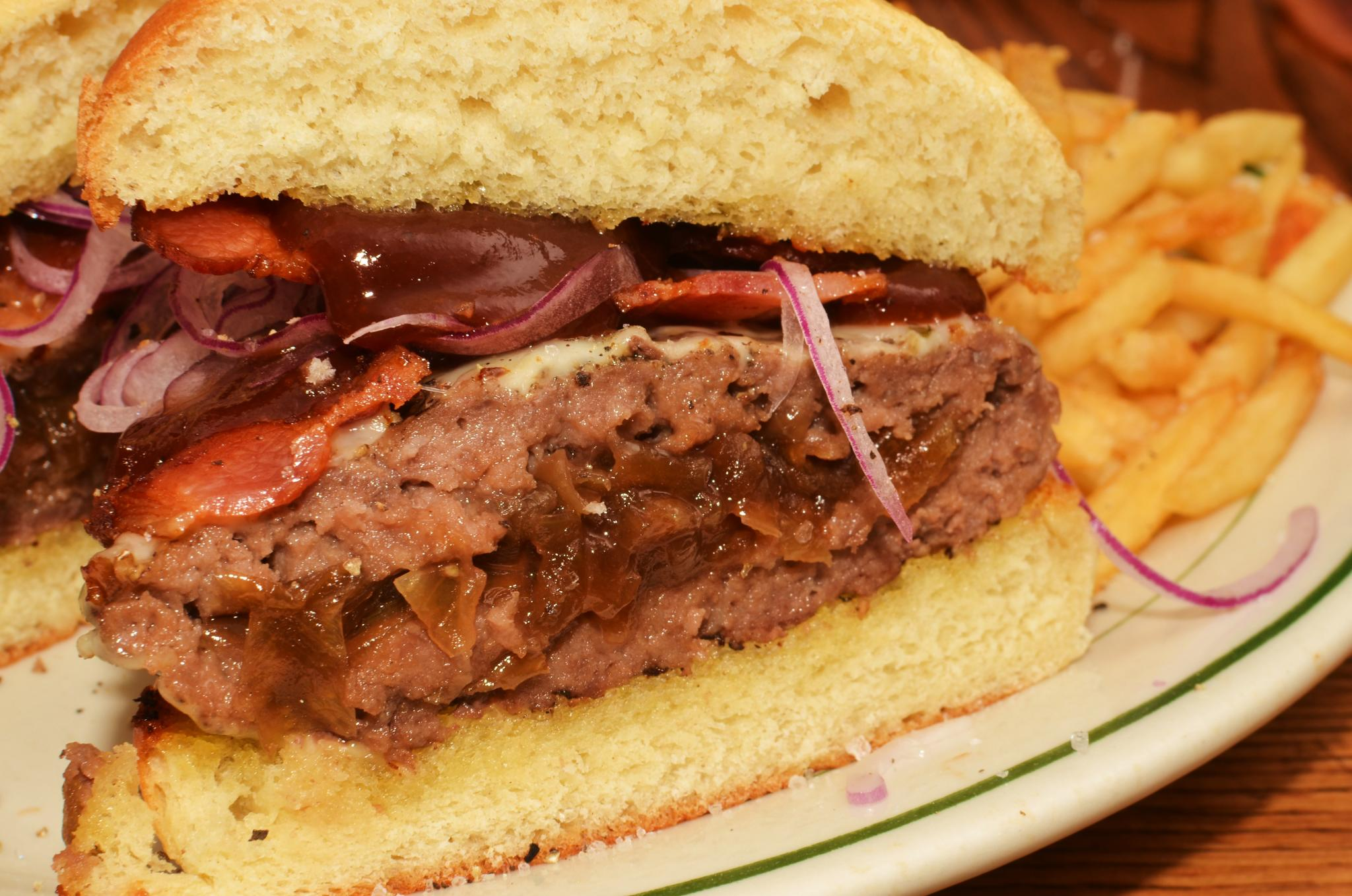
Hagymalekvárral töltött hamburger

A hagymalekvár a francia konyha egyik körete. Hagymából készült sűrű, karamelles lekvár-állagú körítés, ami édeskés ízével kiváló sült húsokhoz.

## Recept
„A lila hagymát összeaprítjuk, és felhevített vajon, vagy olajon, olivaolajon megfonnyasztjuk. Aztán mézet adunk hozzá; némi türelem után pedig balzsamecetet.Megfűszerezzük például kakukkfűvel, sózzuk, borsozzuk, és felöntjük vörösborral. Főzzük lassan, sokáig, kavargatjuk, szemmel tartjuk. A hagymalekvár akkor van kész, amikor a lekvár állagú lesz.”